# Садыкова, Махмуда Хисаевна
Махмуда Хисаевна Садыкова (14 августа 1919 — 20 сентября 1985) — советский археолог, кандидат исторических наук (1965). Один из основоположников современной башкирской археологии. Первый башкирский профессиональный археолог — женщина.
Основное направление исследований — сарматская культура Южного Урала. Открыла ряд археологических памятников: Старомусинские курганы, Убалар, Шах-Тау на восточном склоне горы Шахтау; исследовала Старокиешкинские курганы. Автор десятка научных работ.

## Биография
Родилась 14 августа 1919 года в с. Шарипово-Мамяково, Уфимского уезда, Уфимской губернии.
С 1933 года член ВЛКСМ. В 1938—1942 годы училась в Башкирском государственном педагогическом институте имени Тимирязева (ныне Уфимский университет науки и технологий).
После смерти отца в 1940 году, в период 1941—1942 годы, вынуждена совмещать учёбу с работой преподавателем истории и географии на золотом прииске Ильинский Учалинского района. С 1942—1943 годы, воспитатель ФЗО № 3 при Уфимском судостроительном заводе.
В 1943—1945 годы комсорг ЦК ВЛКСМ ремесленного училища № 10. С 1945 года член КПСС. В 1945—1947 годы второй секретарь Ждановского районного комитета ВЛКСМ города Уфы. В 1947—1948 годы заведующий кабинета истории КПСС, философии и политэкономии, а в 1948—1952 годы — ассистент кафедры истории в Башкирском государственном педагогическом институте имени Тимирязева (ныне Уфимский университет науки и технологий).
В 1952 году Махмуда Хисаевна решает изменить свою судьбу и поступает в аспирантуру: в 1952—1957 годы аспирант Института истории АН СССР.

### Археология
По завершении учёбы возвращается в Уфу и работает в Институт истории, языка и литературы Башкирского филиала АН СССР на должности младшего научного сотрудника (1957—1963 годы).
В 1962—1963 годы М. Х. Садыковой была проведена разведка в Федоровском, Стерлибашевском, Баймакском, Абзелиловском и Хайбуллинском районах, результатом которого стало открытие в Башкирском Зауралье шести поселенческих памятников бронзового века, расположенных по р. Сакмара: Акназаровская и Больше-Абишевская стоянки, Больше-Арслангуловское поселение (Хайбуллинский район), Буранбаевское и Муллакаевское селища, а также Чингизовская стоянка (Баймакский район).
Особо выделяются раскопки М. Х. Садыковой Старо-Киишкинского курганного могильника в Кармаскалинском районе. Исследования этого памятника по праву можно считать началом всестороннего научного изучения культуры ранних кочевников на территории Башкирии. Предложенная ею этнокультурная и хронологическая интерпретация памятника не вызывают возражений и ныне.
В 1963 году открыла и исследовала серию курганов вблизи с. Темясова. Позже эта работа была продолжена Н. А. Мажитовым и М. И. Разяповым.
В 1963 году была уволена из Института. В период 1963—1967 годы — безработная.
Основание к увольнению: младший научный сотрудник М. Х. Садыкова не справляется с работой и институт принял решение не продлевать договор. Было проведено тайное голосование. За увольнение проголосовало 8 человек, 6 человек против.
В своём заявление на имя партийных руководителей республики и директора института Махмуда Хисаевна Садыкова писала, что на задержку её работы над научными материалами послужила рождение в 1959 году сына, а в 1961 году дочери и тяжёлая болезнь детей. В течение нескольких лет Махмуда Хисаевна Садыкова не могла устроится по специальности, и семья жила только на зарплату мужа Махмуды Хисаевны.
К 1967 году материальное положение в семье стало просто катастрофическим в связи с тяжёлой болезнью мужа.
Но несмотря на все трудности Она продолжала работу над своей кандидатской диссертацией и не оставляла надежды вернутся в институт и продолжить начатую работу.
В 1965 году в московском Институте археологии РАН, под руководством А. П. Смирнова, защищает кандидатскую диссертацию по теме «Сарматы на территории Башкирии».

Махмуда Хисаевна подготовила к изданию книгу, но издать не смогла. Она до сих пор лежит в архиве. Печатать её сегодня нет смысла — археология шагнула далеко вперёд— археолог И. Б. Исмагилов
В 1967 году по ходатайству Мажитова Нияз Абдулхаковича и заведующего сектора скифо-сарматского археологии ИА АН СССР Алексея Петровича Смирнова и Смирнова Константина Фёдоровича, кандидата исторических наук М. Х. Садыкову снова принимают на работу в Институт истории, языка и литературы Уфимского научного центра АН СССР на должность старшего лаборанта.
В 1970 году, после смерти мужа и связанных с этим материальных затруднений, Садыкова вынуждена оставить научную работу и переходит преподавателем в Башкирский государственный медицинский университет на должность доцента кафедры философии, до выхода на пенсию в 1974 году.

В чём причина столь печальной судьбы ученого?
Это результат многих обстоятельств, и главное из них — то, что она была женщина с характером. К тому же ей надо было поднимать детей. Но судьба её вовсе не печальна — без неё уфимская археология была бы неполной. Она первая стала заниматься сарматами, обследовала все окрестности Уфы, все берега Белой. Спасибо вам, Махмуда Хисаевна!
— археолог И. Б. Исмагилов

## Труды
- Археологические находки в Башкирии // Советская археология. — 1961. — № 4. — С. 278—281.
- Сарматские памятники Башкирии // Материалы и исследования по археологии СССР. — М. ; Л. : Изд-во Акад. наук СССР, 1962. — № 115 : Памятники скифо-сарматской культуры. — С. 242—273.
- Сарматский курганный могильник у дер. Старые Киишки // Археология и этнография Башкирии: сборник / Академия наук СССР, Башкирский филиал ИИЯЛ. — Уфа, 1962 — стр. 88-122
- Новые памятники железного века Башкирии // Археология и этнография Башкирии: сборник / Академия наук СССР, Башкирский филиал ИИЯЛ. — Уфа, 1962 — стр. 123—132
- Отчет о результатах археологической экспедиции в Башкирии в 1963 г.[8]